# Kampfgeschwader 253
Das Kampfgeschwader 253 „General Wever“ war ein Verband der Luftwaffe der Wehrmacht vor dem Zweiten Weltkrieg. Es war ab dem 6. Juni 1936 nach Walther Wever benannt, der als Chef des Generalstabes der Luftwaffe am 3. Juni 1936 tödlich verunglückte. Aufgrund dieses Ehrennamens waren die Geschwaderangehörigen berechtigt, am rechten Unterarm einen Ärmelstreifen mit der Aufschrift „General Wever“ zu tragen. Als Kampfgeschwader, ausgestattet mit Bombern, zuletzt vom Typ Heinkel He 111 bildete es Bomberbesatzungen aus für Luftangriffe mit Bomben. Es wurde am 1. Mai 1939 in Kampfgeschwader 4 „General Wever“ umbenannt.

## Aufstellung
Der Geschwaderstab entstand im Rahmen der Aufrüstung der Luftwaffe am 1. April 1936 auf dem Fliegerhorst Gotha (Lage). Die I. Gruppe bildete sich aus der ehemaligen Fliegergruppe Gotha auf dem Fliegerhorst Gotha. Die II. Gruppe entstand in Erfurt (Lage), während die III. Gruppe in Nordhausen gebildet wurde. Das Geschwader war erst mit der Junkers Ju 52/3m, dann mit der Dornier Do 23 und zuletzt mit der Heinkel He 111 ausgestattet.

## Gliederung
Der Geschwaderstab führte die I. bis III. Gruppe die wiederum in Staffeln unterteilt waren. Die 1. bis 3. Staffel gehörte der I. Gruppe, die 4. bis 6. Staffel der II. Gruppe und die 7. bis 9. Staffel der III. Gruppe an.

## Kommandeure

### Geschwaderkommodore
| Dienstgrad | Name            | Zeit                              |
| ---------- | --------------- | --------------------------------- |
| Oberst     | Helmuth Förster | 1. April 1936 bis 1. Oktober 1937 |
| Oberst     | Egon Doerstling | 1. Oktober 1937 bis 1. Juli 1938  |
| Oberst     | Martin Fiebig   | 1. Juli 1938 bis 1. Mai 1939      |

### Gruppenkommandeure
I. Gruppe
- Major Alfred Bülowius, 1. April 1936 bis 30. September 1937[6]
- Oberstleutnant Nikolaus-Wolfgang Maier, 10. Oktober 1937 bis 1. Mai 1939[7]

II. Gruppe
- Oberstleutnant Herbert Sonnenburg, 12. März 1936 bis 30. September 1937[8]
- Major Paul Deichmann, 1. Oktober 1937 bis 15. Januar 1939[9]
- Oberstleutnant Wolfgang Erdmann, 1. März 1939 bis 1. Mai 1939[10]

III. Gruppe
- Major Bruno Maass, 1. April 1936 bis 1. April 1938[11]
- Major Wilhelm Evers, ? bis 1. Mai 1939[12]

## Bekannte Geschwaderangehörige
- Karl-Gottfried Nordmann (1915–1982), war von 1971 bis 1981 Präsident von Mercedes-Benz of North America